# Giacinto Facchetti
Giacinto Facchetti (Treviglio, 1942. július 18. – Milánó, 2006. szeptember 4.) olasz labdarúgó, klubelnök.
Az 1960–1970-es években 634 hivatalos mérkőzésen vett részt és 75 gólt szerzett.

## Életpályája
Facchetti a lombardiai Treviglióban született, labdarúgó-karrierjét pedig a helyi Trevigliesében kezdte, még csatárként. Amikor az akkori vezetőedző, Helenio Herrera az Internazionaléba hívta, posztot váltott, és védő lett belőle. Az Interrel négy bajnoki címet, két BEK-et, egy olasz kupát és két interkontinentális kupát nyert.
A válogatottban 1963. március 23-án mutatkozott be, később ehhez még kilencvenhárom fellépést tett hozzá, ezeken három gólt szerzett. Három világbajnokságon, 1966-ban, 1970-ben és 1974-ben is tagja volt a nemzeti csapatnak. 1968-ban Európa-bajnoki címet szerzett csapatával.
Pályafutása során mindössze egyetlen piros lapot kapott, reklamálásért.
Visszavonulása után számos pozíciót betöltött az Internél, volt technikai igazgató, elnökségi tag, nagykövet és alelnök is. Hosszan tartó súlyos betegsége után 2006. szeptember 4-én halt meg. Halála után korábbi csapata visszavonultatta a 3-as számú mezt.

## Sikerei, díjai
- Internazionale
  - Bajnok: 1962–63, 1964–65, 1965–66, 1970–71
  - Kupagyőztes: 1977–78
  - BEK-győztes: 1963–64 1964–65
  - Interkontinentális kupagyőztes: 1964, 1965

## A válogatottban
Először 1963.március 23-án lépett pályára az olasz válogatottban, amelyben végül is 94 alkalommal szerepelt (ezt a rekordját azóta csak Dino Zoff, Paolo Maldini és Fabio Cannavaro szárnyalta túl.) 70 alkalommal viselte a csapatkapitányi karszalapgot. Világbajnokságokon többször szerepelt, játszott például 1970-ben a brazilok elleni vb-döntőn (1:4) is. 2004. márciusban Pelé javaslatára beválasztották a FIFA 100-ba (a 125 legnagyobb élő labdarúgó közé). 

## Klubvezetőként
Facchettit 2004 januárjában választották az FC Internazionale elnökévé. Hosszú szenvedés után rákban hunyt el 2006. szeptember 4-én Milánóban.

## Statisztika

### Klubjában
| Teljesítmény klubjában | Teljesítmény klubjában | Teljesítmény klubjában | Bajnokság | Bajnokság | Kupa         | Kupa         | Nemzetközi | Nemzetközi | Összesen | Összesen |
| Szezon                 | Klub                   | Bajnokság              | Mérk.     | Gól       | Mérk.        | Gól          | Mérk.      | Gól        | Mérk.    | Gól      |
| Olaszország            | Olaszország            | Olaszország            | Bajnokság | Bajnokság | Coppa Italia | Coppa Italia | Európa     | Európa     | Összesen | Összesen |
| ---------------------- | ---------------------- | ---------------------- | --------- | --------- | ------------ | ------------ | ---------- | ---------- | -------- | -------- |
| 1960–61                | Internazionale Milano  | Serie A                | 3         | 1         | -            | -            | 1          | 0          | 4        | 1        |
| 1961–62                | Internazionale Milano  | Serie A                | 15        | 0         | -            | -            | 6          | 0          | 21       | 0        |
| 1962–63                | Internazionale Milano  | Serie A                | 31        | 4         | 2            | 0            | -          | -          | 33       | 4        |
| 1963–64                | Internazionale Milano  | Serie A                | 33        | 4         | -            | -            | 9          | 0          | 42       | 4        |
| 1964–65                | Internazionale Milano  | Serie A                | 32        | 2         | 3            | 0            | 6          | 1          | 41       | 3        |
| 1965–66                | Internazionale Milano  | Serie A                | 32        | 10        | 1            | 0            | 5          | 2          | 38       | 12       |
| 1966–67                | Internazionale Milano  | Serie A                | 34        | 4         | 2            | 0            | 10         | 2          | 46       | 6        |
| 1967–68                | Internazionale Milano  | Serie A                | 28        | 7         | 9            | 2            | -          | -          | 37       | 9        |
| 1968–69                | Internazionale Milano  | Serie A                | 30        | 6         | 3            | 1            | -          | -          | 33       | 7        |
| 1969–70                | Internazionale Milano  | Serie A                | 28        | 5         | 6            | 1            | 8          | 0          | 42       | 6        |
| 1970–71                | Internazionale Milano  | Serie A                | 30        | 5         | 3            | 0            | 2          | 0          | 35       | 5        |
| 1971–72                | Internazionale Milano  | Serie A                | 27        | 4         | 8            | 1            | 9          | 1          | 44       | 6        |
| 1972–73                | Internazionale Milano  | Serie A                | 29        | 1         | 10           | 3            | 5          | 0          | 44       | 4        |
| 1973–74                | Internazionale Milano  | Serie A                | 28        | 2         | 7            | 0            | 2          | 0          | 37       | 2        |
| 1974–75                | Internazionale Milano  | Serie A                | 23        | 0         | 8            | 1            | 3          | 0          | 34       | 1        |
| 1975–76                | Internazionale Milano  | Serie A                | 28        | 3         | 10           | 0            | -          | -          | 38       | 3        |
| 1976–77                | Internazionale Milano  | Serie A                | 27        | 1         | 9            | 1            | 1          | 0          | 37       | 2        |
| 1977–78                | Internazionale Milano  | Serie A                | 18        | 0         | 4            | 0            | 1          | 0          | 23       | 0        |
| Összesen               | Olaszország            | Olaszország            | 476       | 59        | 85           | 10           | 68         | 6          | 629      | 75       |
| Karrierje összesen     | Karrierje összesen     | Karrierje összesen     | 476       | 59        | 85           | 10           | 68         | 6          | 629      | 75       |

### Góljai a válogatottban
| #  | Időpont           | Helyszín                                    | Ellenfél   | Állás | Végeredmény | Kiírás       |
| -- | ----------------- | ------------------------------------------- | ---------- | ----- | ----------- | ------------ |
| 1. | 1964. november 4. | Luigi Ferraris Stadion, Genova, Olaszország | Finnország | 6-1   | Győzelem    | Vb-selejtező |
| 2. | 1965. december 7. | San Paolo Stadion, Nápoly, Olaszország      | Skócia     | 3-0   | Győzelem    | Vb-selejtező |
| 3. | 1967. március 22. | GSP Stadion, Nicosia, Ciprus                | Ciprus     | 0-2   | Győzelem    | Eb-selejtező |

## Külső hivatkozások
- Giacinto Facchetti (olasz nyelven). treccani.it
- Giuseppe Bagnati; Vito Maggio; Vincenzo Prestigiacomo.szerk.: Grafill: Il Palermo racconta: storie, confessioni e leggende rosanero (2004. június). ISBN 88-8207-144-8
- Tanára modellnek adta volna – a világ egyik legjobb védője lett (magyar nyelven). Nemzeti Sport. (Hozzáférés: 2017. július 10.)